# ر. إتش روبرتسون
ر. إتش روبرتسون (بالإنجليزية: R. H. Robertson)‏ هو مهندس معماري أمريكي، ولد في 1849، وتوفي في 1919.